# Luke Wilson

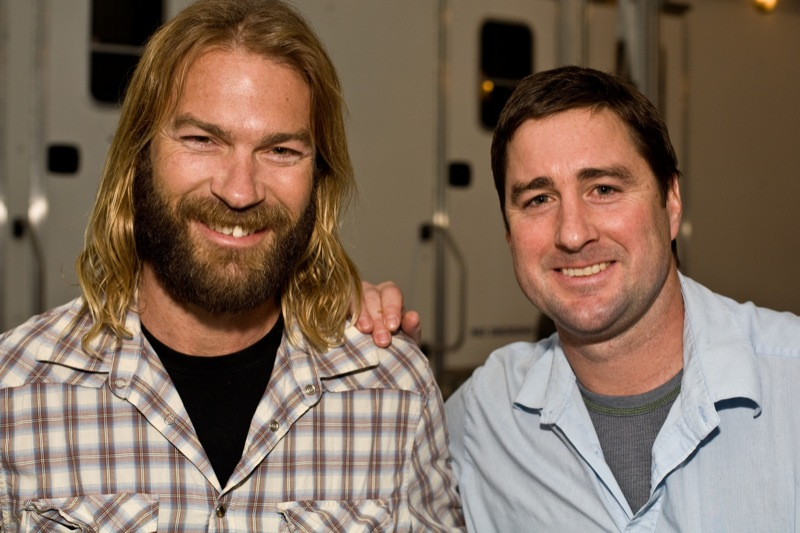
Luke Wilson med sin bror Andrew Wilson

Luke Cunningham Wilson, född 21 september 1971 i Dallas i Texas, är en amerikansk skådespelare. Även hans äldre bröder Owen och Andrew är skådespelare.

## Biografi
Wilsons filmkarriär började med en huvudroll i kortfilmen Bottle Rocket (1994) som var skriven av Owen Wilson och Wes Anderson och regisserad av Anderson. En långfilmsversion gjordes 1996. Efter att ha flyttat till Hollywood fick han roller i filmer som Telling Lies in America (1997), Home Fries (1998) och Blue Streak (1999). Han medverkade även i Wes Andersons Rushmore (1998). Sitt stora genombrott fick han med filmen Legally Blonde (2001).
Luke Wilson verkar även som filmproducent t.ex. med filmen The Wendell Barker Story (tillsammans med sina bröder Andrew och Owen).

## Filmografi i urval
- 1996 – Bottle Rocket
- 1998 – Rushmore
- 1998 – Home Fries
- 1999 – Blue Streak
- 2000 – Min hund Skip
- 2000 – Charlies änglar
- 2001 – Soul Survivors
- 2001 – Royal Tenenbaums
- 2001 – Legally Blonde
- 2002–2005 – That '70s Show (TV-serie) (återkommande gästroll)
- 2003 – Masked and Anonymous
- 2003 – Charlies änglar - Utan hämningar
- 2003 – Legally Blonde 2
- 2003 – Old School
- 2004 – Jorden runt på 80 dagar
- 2004 – Anchorman
- 2005 – Jackass: Number Two
- 2005 – The Wendell Baker Story
- 2005 – Välkommen till familjen
- 2006 – Mitt super ex
- 2006 – Idiotrepubliken
- 2007 – Blonde Ambition
- 2007 – Blades of Glory
- 2007 – Vacancy
- 2007 – 3:10 to Yuma
- 2007 – Blonde Ambition
- 2008 – Henry Poole Is Here
- 2009 – Tenure
- 2009 – Middle Men
- 2010 – Death at a Funeral
- 2012 – Meeting Evil
- 2014 – The Skeleton Twins
- 2015 – Concussion
- 2016 – Outlaws and Angels
- 2016 – The Ridiculous Six
- 2018 – Arizona
- 2020 – Stargirl (TV-serie)
- 2024 – No Good Deed (TV-serie)

## Medverkan i TV, i urval
Luke Wilson har utöver i filmer medverkat i TV:
- Arkiv X i avsnittet "Bad Blood" (gästskådespelare)
- That 70's show åren 2002-2005 som återkommande gästskådespelare
- Entourage (gästskådespelare)